# Bactris
Bactris é um género botânico pertencente à família Arecaceae.
Este género tem cerca de 240 espécies, nativas da América Central, América do Sul e Caribe. São plantas arbóreas que podem crescer entre 4–20 m de altura. As folhas podem atingir os 5 m de comprimento. O fruto é uma drupa com 2.6 cm de comprimento, comestível nalgumas espécies.

## Espécies selecionadas
- B. acanthocarpa (Mart.)
- B. balanophora (Spruce)
- B. barronis (L.H.Bailey)
- B. bergantina (Steyerm.)
- B. bifida (Oerst.)
- B. brongniartii (Mart.)
- B. caudata
- B. campestris
- B. coloniata (L.H.Bailey)
- B. coloradonis (L.H.Bailey)
- B. cubensis
- B. cruegeriana (Griseb. & H.Wendl. ex Griseb.)
- B. elegans (Trail)
- B. escragnollei (Glaz. ex Burret)
- B. dianeura
- B. ferruginea (Burret)
- B. formosa (Barb.Rodr.)
- B. gasipaes (H.B. & K.) - pupunha
- B. glandulosa (Oerst. )
- B. glaucescens (Drude)
- B. gracilior (Burret)
- B. grayumii (de Nevers & A.J.Hend. )
- B. guineensis ((L.) H.E.Moore)
- B. hirta (Mart.)
- B. hondurensis
- B. humilis ((Wallace) Burret)
- B. jamaicana
- B. killipii (Burret)
- B. longiseta
- B. maguirei ((L.H.Bailey ex Maguire) Steyerm. )
- B. major (Jacq.)
- B. maraja (Mart.)
- B. mexicana (Mart.)
- B. militaris (H.E.Moore)
- B. mollis (Dammer )
- B. monticola (Barb.Rodr. )
- B. nancibaensis (Granv. )
- B. paraensis (Splitg. ex H.Wendl. )
- B. paula (L.H.Bailey  )
- B. pickelii (Burret)
- B. pilosa (P.Karst.)
- B. plumeriana
- B. rhaphidacantha (Wess.Boer )
- B. riparia (Mart.)
- B. setosa (Mart.)
- B. setulosa
- B. sigmoidea (Burret)
- B. simplicifrons (Spruce)
- B. spinosa (Appun)
- B. timbuiensis (H.Q.B.Fern.  )
- B. wendlandiana (Burret)